# Reuben Booth
Reuben Booth, född 26 november 1794, död 14 augusti 1848, var en amerikansk politiker, jurist och viceguvernör i Connecticut.

## Tidigt liv
Reuben Booth föddes i Newtown, Connecticut. När han var liten flyttade familjen till Kent, Connecticut. Hans far hade talang för vetenskap, men hade inte stora tillgångar, och behövde sin sons hjälp i sin verksamhet för ullkardning för att försörja familjen. Reuben Booth arbetade således i familjeföretaget till dess han var omkring sjutton år gammal, då han, med faderns tillåtelse, påbörjade förberedande studier för en universitetskurs. Han påbörjade studierna på det tredje studieåret på Yale College 1813. Inte lång tid efteråt fick han besked om sin fars död, fadern hade drunknat. Han skyndade sig hem och förväntade sig att behöva avbryta sina studier, men vänner i Kent lånade honom de pengar som behövdes för att han skulle kunna slutföra sina studier. Han tog examen 1816.
Omedelbart efter sin examen började han studera juridik. Ett år in på sina juriststudier fick han dessutom anställning vid lärosätet i Danbury. Han antogs till advokatsamfundet 1818 och öppnade byrå för att arbeta som advokat i Danbury.

## Politisk karriär och domare
Booth valdes 1822 som representant för Danbury till Connecticuts parlament. Samma år utsågs han till domare för arvstvister (judge of probate) för distriktet Danbury, en tjänst som han hade kvar till 1835. Han valdes till Connecticuts senat 1830. År 1844 valdes han till viceguvernör i Connecticut, och tjänstgjorde i två ettåriga mandatperioder medan Roger Sherman Baldwin var guvernör, från den 1 maj 1844 till den 6 maj 1846. Han förde alltid en konservativ politik.
Booth dog i Danbury den 4 augusti 1848 av dysenteri, efter litet mer än två dagars sjukdom. Fredagen den 11 augusti förde han talan i ett mål inför domstolen, en talan som han förde på sitt vanliga, dugliga sätt, och på måndagen avled han. Han var medlem av den episkopala kyrkan under den senare delen av sitt liv och begravdes på den episkopala gravplatsen i Danbury.